# Angra de Cintra
Angra de Cintra, golfo de Cintra o bahía de Cintra, es una bahía (angra o ensenada) situada en el sur del municipio de El Aargub, en provincia de Río de Oro, en el Sahara Occidental. La población cercana más poblada es Villa Cisneros.

## Descripción física
Angra de Cintra es una ensenada situada en la costa del Sáhara Occidental, a 29 millas náuticas de Punta del Pescador, cierre sur de la bahía de Río de Oro. Se encuentra limitada por la Puntilla de las Raimas al norte y Puntilla Negra, al sur.
La punta norte de Angra de Cintra, Puntilla de las Raimas, es una península de arena anegadiza de 2 millas de extensión hacia el suroeste, que termina en algunas piedras arenosas y despide un arrecife. La punta sur, Puntilla Negra, coronada por una colina también de arena y figura de pan de azúcar (Las Talaítas), está rodeada de arrecifes que salen unas dos millas al noreste. La bahía es arenosa, viéndose en la playa muchos médanos de escasa altura.
El abra de la boca, vista desde el oeste, alcanza como seis millas de ancho entre los arrecifes de ambas puntas, pero al doblar la del norte se advierte que la bahía se prolonga todavía 4 millas para dentro de la península de arena que la abriga, contando igual distancia de profundidad.
Sobre la línea de enfilación de las dos puntas de la entrada, y a la mitad de la distancia de una a otra, existe un bajo que rompe casi siempre pero que deja los fondos limpios por ambas parte con entre nueve y nueve brazas y media.
Las dunas de Cintra, un conjunto de tres o cuatro dunas arenosas, se encuentran a unos diez kilómetros al sur de Puntilla Negra. Tienen una altura máxima aproximada de 150 m.

## Historia
Angra de Cintra fue descubierta por los europeos en el siglo XV, al tener lugar la exploración de la costa atlántica africana por los portugueses. Angra de Cintra toma su nombre del explorador portugués Gonzalo de Sintra, enviado por el infante Enrique el Navegante y que encontró la muerte en dicha bahía en 1445, junto con siete miembros de su expedición, a manos de los habitantes indígenas de la zona. Como consecuencia del incidente, los portugueses erigieron un castillo en la costa.
Ya durante el siglo XIX, la zona era frecuentada por pescadores canarios. En 1884 Emilio Bonelli, en una operación promovida por la Sociedad Española de Africanistas y financiada por el gobierno de Cánovas del Castillo, fundó tres establecimientos en la costa saharaui: uno en Villa Cisneros, otro en cabo Blanco, al que dio el nombre de Medina Gatell, y otro en Angra de Cintra, con el nombre de Puerto Badía (en honor del arabista y aventurero Domingo Badía). Los dos últimos fueron abandonados poco tiempo después.